# Ioan Crețu
Ioan Crețu este un fost senator român în legislatura 1992-1996 ales în județul Arad pe listele partidului FSN. În mai 1993, Ioan Crețu a trecut la Partidul Democrat. Ioan Crețu  a fost reales ca senator în legislația 1996-2000 pe listele PD și a fost membru în grupurile paralmentare de prietenie cu Federația Rusă, Republica Cehă și Republica Azerbaidjan. În legislatura 1996-2000, Ioan Crețu a inițiat 3 propuneri legislative care au fost promulgate ca legi.  

## Legături externe
- Ioan Crețu Arhivat în 22 august 2016, la Wayback Machine. la cdep.ro